# Brănișca, Hunedoara
Brănișca este satul de reședință al comunei cu același nume din județul Hunedoara, Transilvania, România.

## Clădiri istorice
- Castelul Jósika

## Imagini

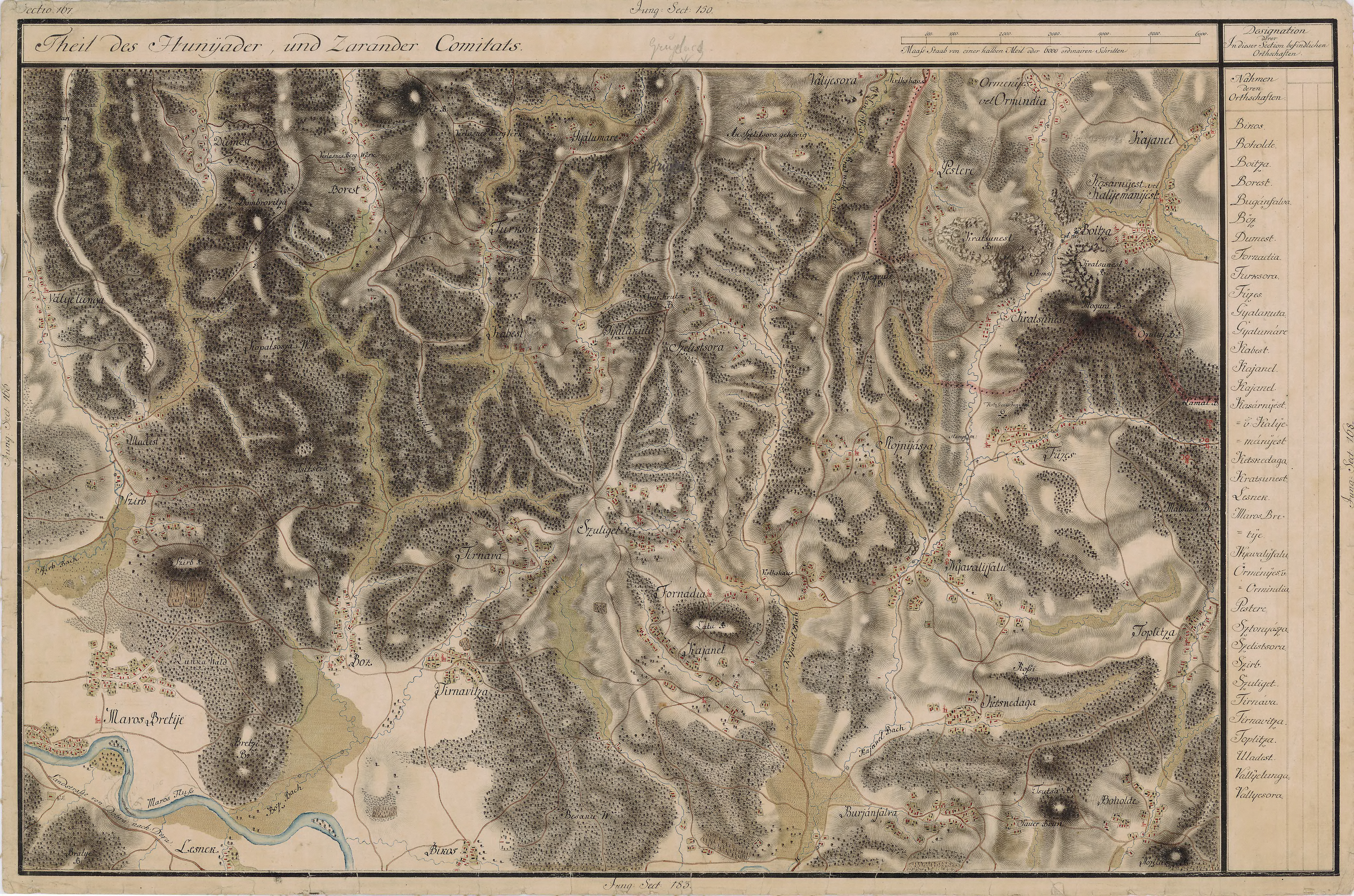
Brănișca în Harta Iosefină a Transilvaniei, 1769-1773